# Åbergstjärnen (Lycksele socken, Lappland, 719761-159647)
Åbergstjärnen är en sjö i Lycksele kommun i Lappland och ingår i Umeälvens huvudavrinningsområde. Sjön har en area på 0,0914 kvadratkilometer och ligger 325,4 meter över havet.

## Delavrinningsområde
Åbergstjärnen ingår i det delavrinningsområde (719785-159634) som SMHI kallar för Mynnar i Paubäcken. Medelhöjden är 331 meter över havet och ytan är 1,98 kvadratkilometer. Det finns inga avrinningsområden uppströms utan avrinningsområdet är högsta punkten. Vattendraget som avvattnar avrinningsområdet har biflödesordning 3, vilket innebär att vattnet flödar genom totalt 3 vattendrag innan det når havet efter 205 kilometer. Avrinningsområdet består mestadels av skog (78 procent) och sankmarker (12 procent). Avrinningsområdet har 0,09 kvadratkilometer vattenytor vilket ger det en sjöprocent på 4,5 procent.